# Sainte-Croix (Saona i Loira)
Sainte-Croix és un municipi francès situat al departament de Saona i Loira i a la regió de Borgonya - Franc Comtat. L'any 2009 tenia 573 habitants.

## Història
| Data d'elecció                           | Identitat        | Partit | Qualitat |
| ---------------------------------------- | ---------------- | ------ | -------- |
| 2001-                                    | Roland Sixdenier | UMP    |          |
| les dades anteriors no són pas conegudes |                  |        |          |
|                                          |                  |        |          |

## Demografia
| A partir de 1990: Població sense dobles comptes |

## Personatges il·lustres
- Waldeck Rochet (1905-1983), secretari general del Partit Comunista Francès de 1964 a 1970.